# Amphixystis antongilella
Amphixystis antongilella är en fjärilsart som beskrevs av Pierre E.L. Viette 1955. Amphixystis antongilella ingår i släktet Amphixystis och familjen äkta malar.
Artens utbredningsområde är Madagaskar. Inga underarter finns listade i Catalogue of Life.